# Rádzsasztáni hegyi erődök
Az északnyugat-indiai rádzsasztáni hegyi erődök közül hat tartozik az UNESCO kulturális világörökség csoportjába. Ezek: 
- Ámbér, (Dzsajpur)
- Csitorgarh
- Dzsaiszalmer
- Gagrun
- Kumbhalgarh
- Ranthambhaur

erődje.
Az erődök az Aravalli-hegységben találhatók és az 5 - 18. század között épültek.

## Galéria

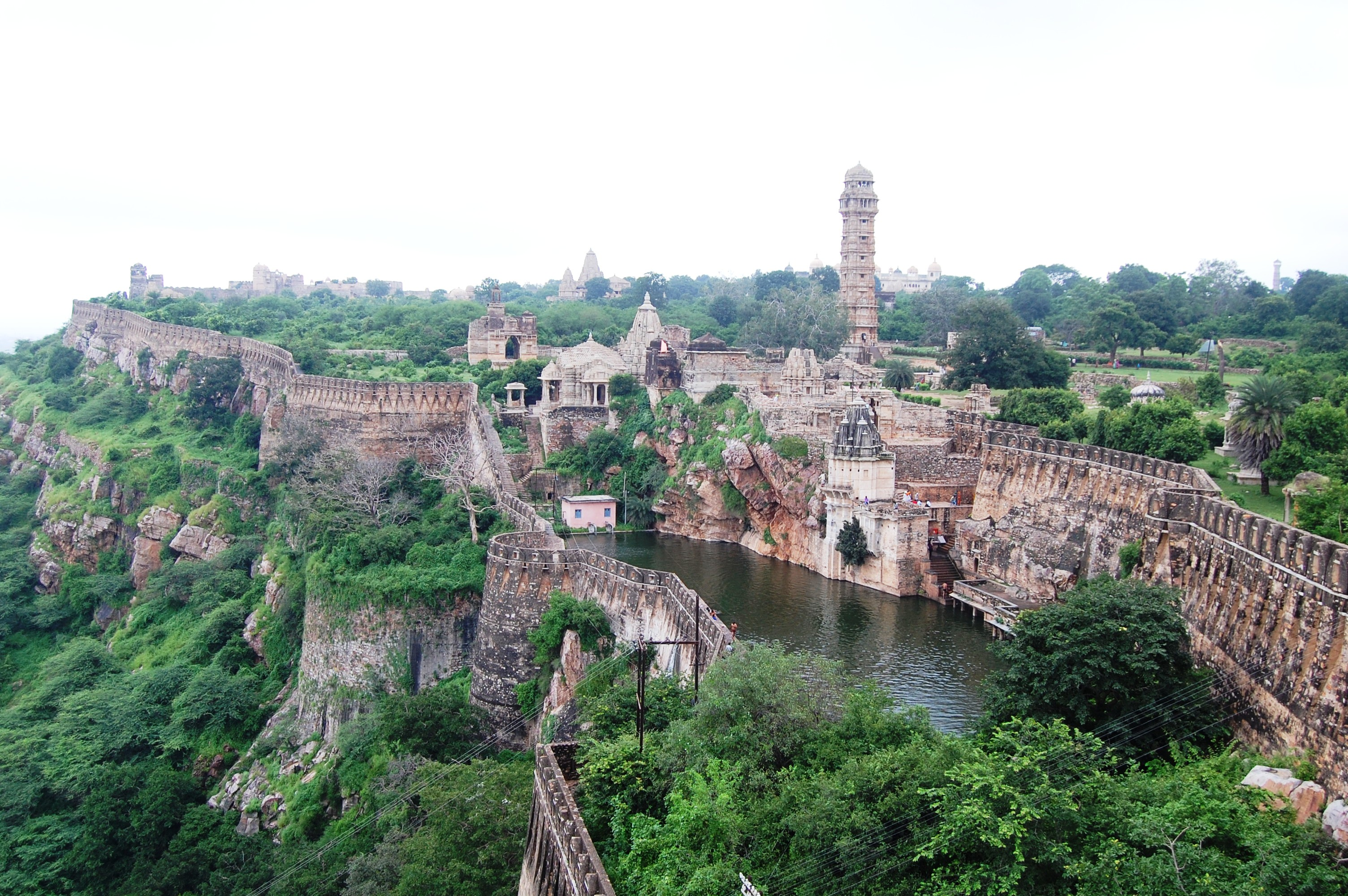
Csitorgarh
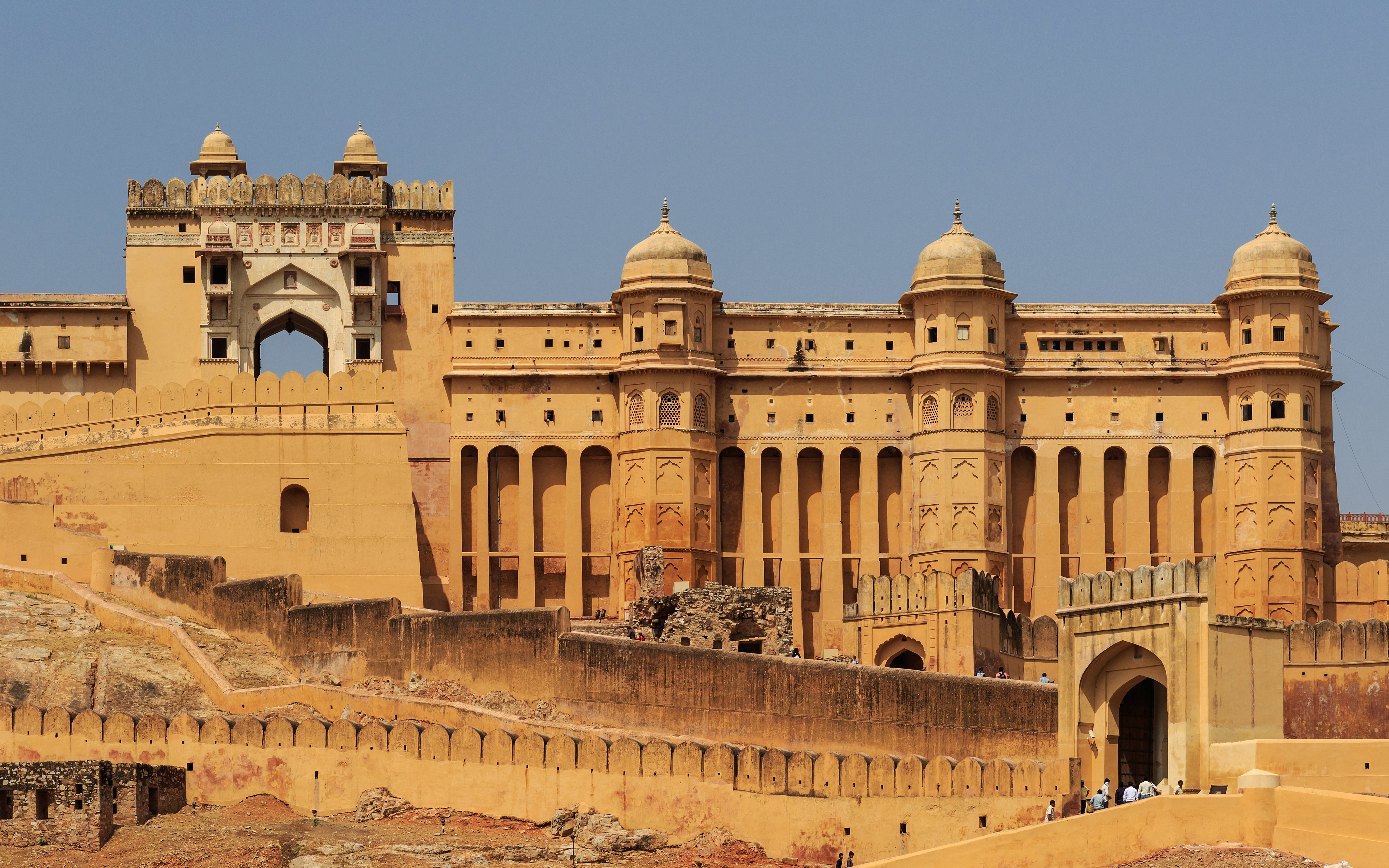
Ámbér
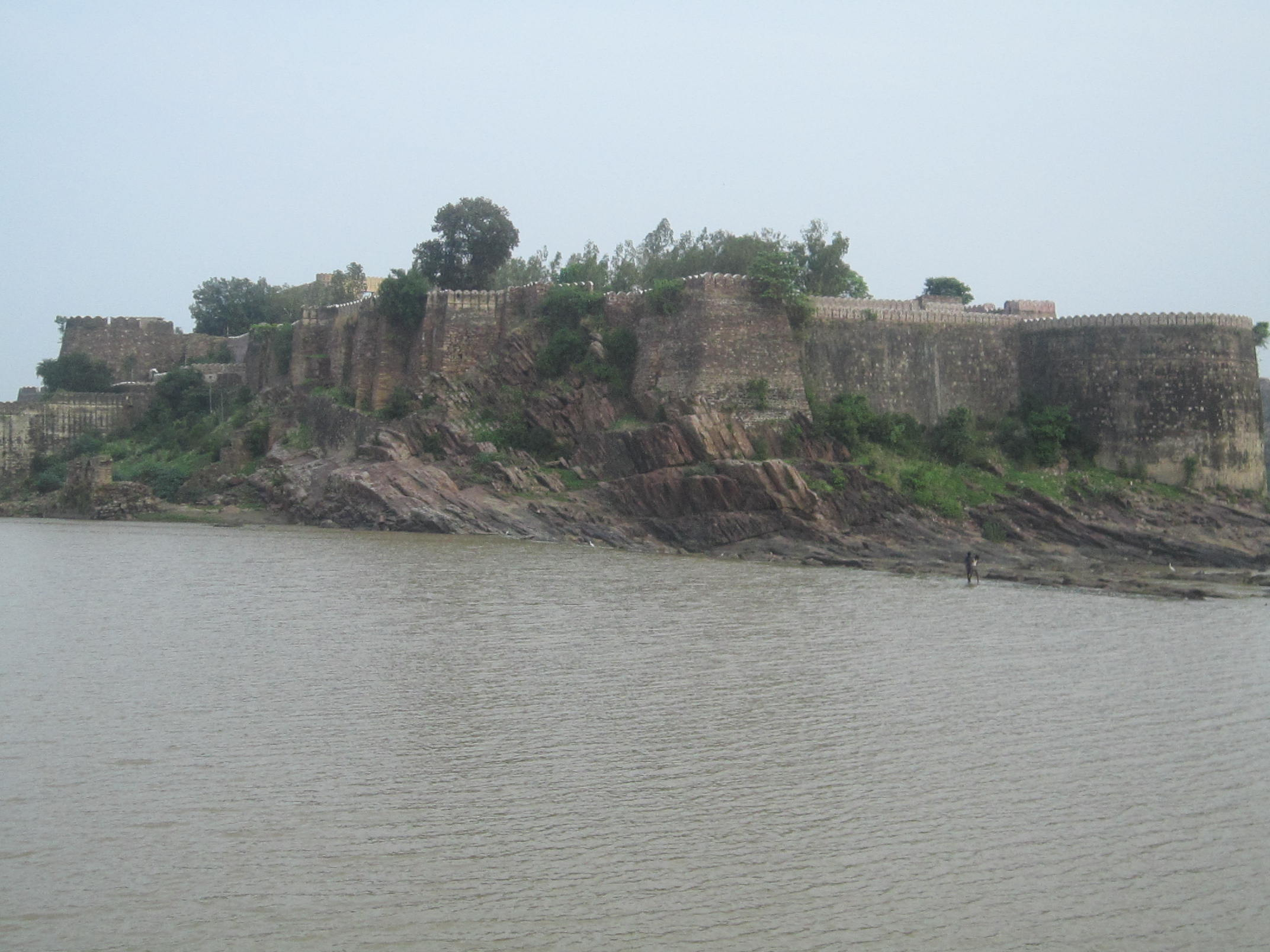
Gagrun
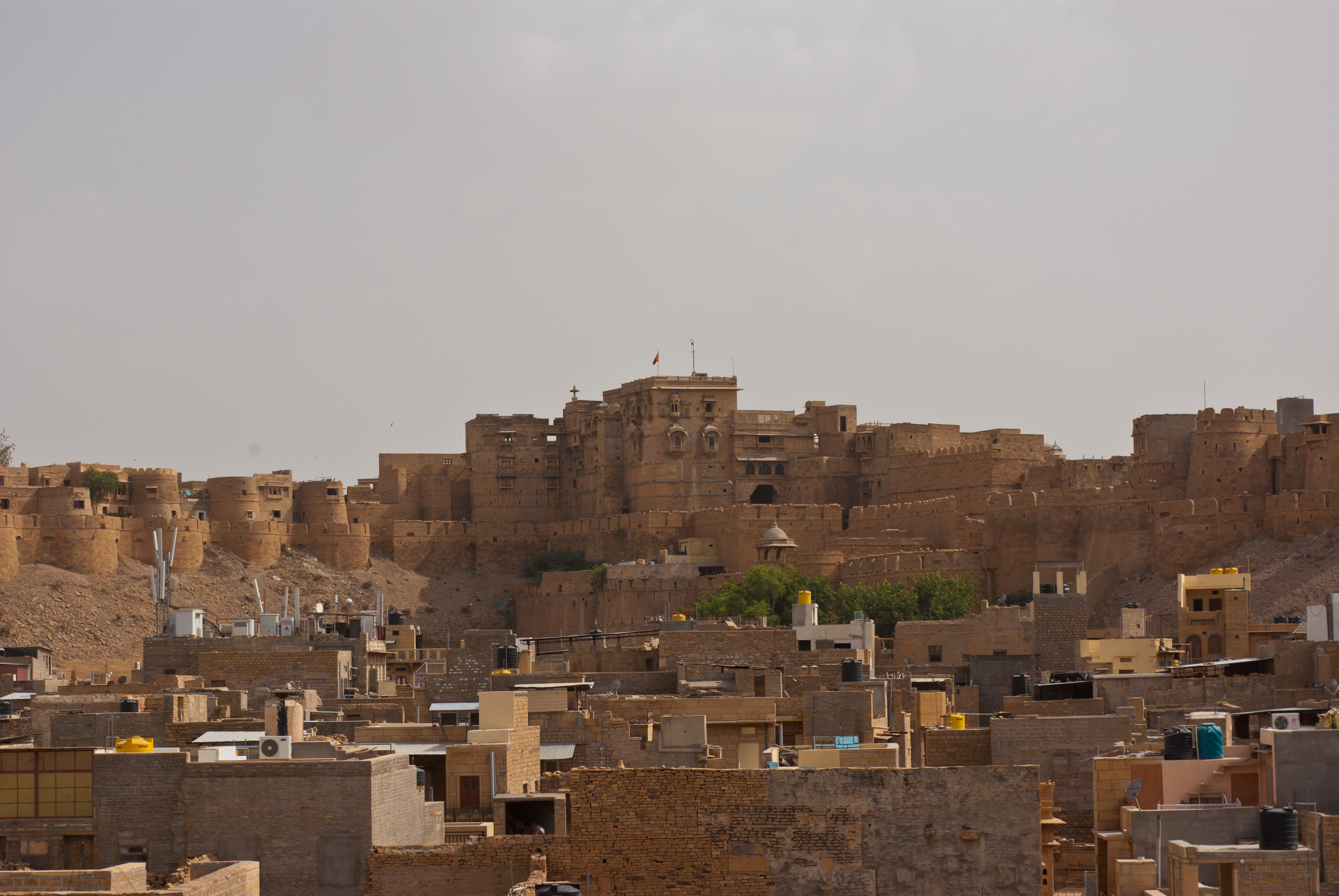
Dzsaiszalmer
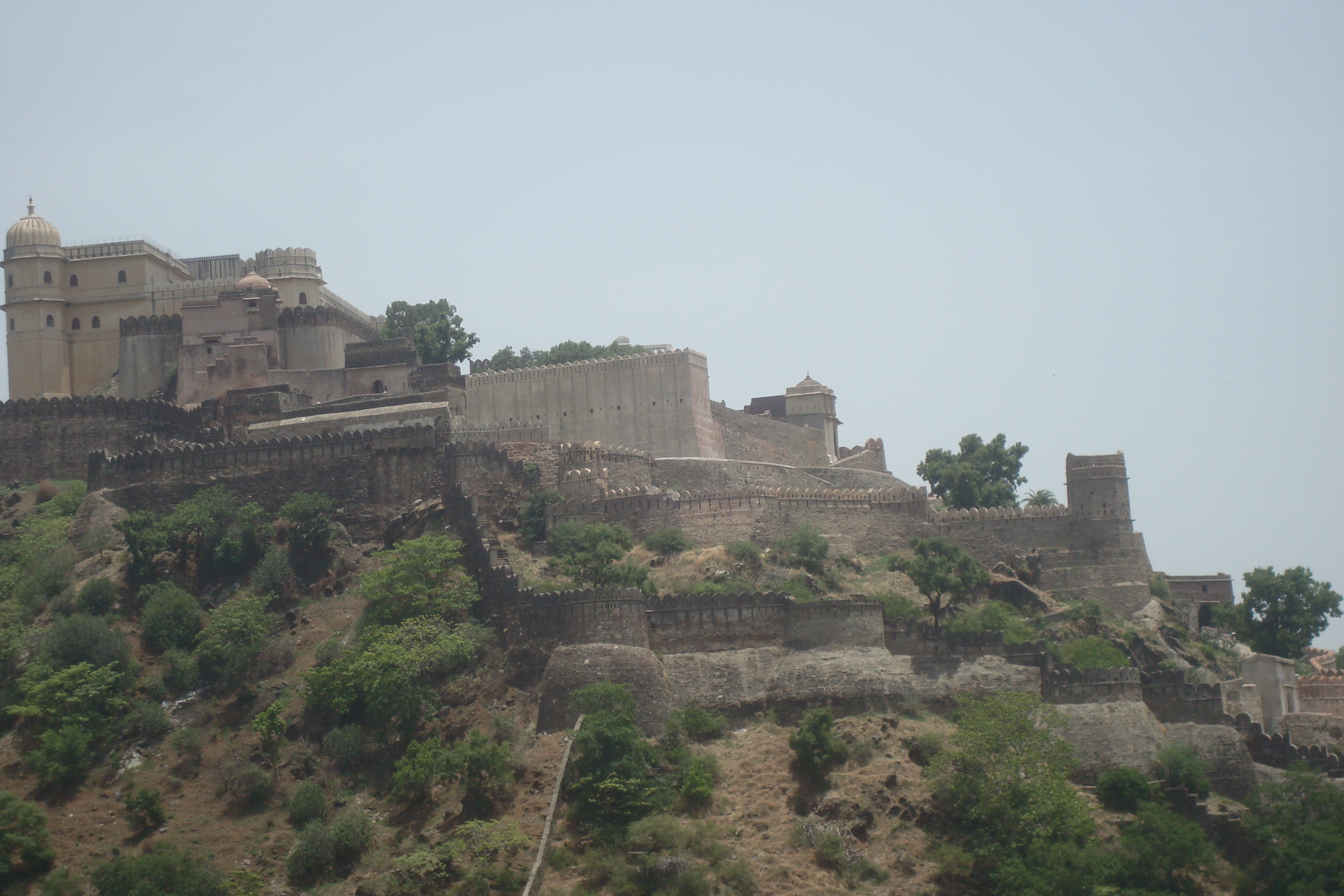
Kumbhalgarh

## Fordítás
- Ez a szócikk részben vagy egészben  a   Hill Forts of Rajasthan című angol Wikipédia-szócikk fordításán alapul.  Az eredeti cikk szerkesztőit annak laptörténete sorolja fel. Ez a jelzés csupán a megfogalmazás eredetét és a szerzői jogokat jelzi, nem szolgál a cikkben szereplő információk forrásmegjelöléseként.